# Бернетт, Ти-Боун
Ти-Бо́ун Бе́рнетт (англ. T-Bone Burnett; настоящее имя — Джо́зеф Ге́нри Бе́рнетт (англ. Joseph Henry Burnett), род. 14 января 1948, Сент Луис, Миссури) — американский музыкант, автор песен и музыкальный продюсер.
Помимо карьеры сольного исполнителя Бернетт занимался продюсированием таких исполнителей, как Counting Crows, Тони Беннетт, k.d. lang. Он является обладателем премии «Грэмми» за совместную работу с Элисон Краусс и Робертом Плантом. Был номинирован на премию «Оскар» за музыку к фильму «Холодная гора». Он является основателем лейбла DMZ.
Песни Бернетта исполнялись такими артистами как k.d. lang («Till the Heart Caves In»), Los Lobos, Sixpence None the Richer («Carry You»), Tonio K, Эммилу Харриc, Mark Heard («Power of Love»), Arlo Guthrie, Warren Zevon, Peter Case, B. J. Thomas и другими.
Написал музыку для сериалов «Настоящий детектив» и «Мистер Мерседес».
Бернетт работал гитаристом в концертном туре Боба Дилана Rolling Thunder Revue, по завершении которого с ещё двумя участниками тура основал группу The Alpha Band.